# Кука (Республика Сербская)
Кука (серб. Кука / Kuka) — село в общине Вишеград Республики Сербской Боснии и Герцеговины. В настоящее время село необитаемо. Полностью сожжено 7 июня 1992 года во время Боснийской войны.

## География
Находится на склоне горы Яняц, на высоте около 750 м над уровнем моря.